# 川島城
川島城（かわしまじょう）は、徳島県吉野川市川島町川島にあった日本の城。阿波九城の一つ。吉野川市指定史跡。

## 概要
1572年に三好氏の家臣であった篠原長房が滅ぼされた後、その功績によりこの地を与えられた川島兵衛之進（川島惟忠）が長房の上桜城に代わって城を築き、後の1585年には蜂須賀家政の家臣である林能勝が城主となる。
しかし一国一城令により1638年に廃城となる。その跡には徳島藩の奉行所が置かれ、明治になるまで存続した。
現在は川島公園として整備されており、二の丸跡に1981年に観光用に模擬天守閣（「レストハウス川島城」）が建設された。内部はレストラン等の観光施設になっていたが、2019年に耐震機能が問題で閉館した。
JR徳島線阿波川島駅から国道192号より徒歩約10分のところにある。